# Fritz Deubel
 Fritz Deubel (* 9. September 1898 in Weilar; † 16. Dezember 1966 in Ilmenau) war ein deutscher Geologe und Universitätsprofessor in Ost-Berlin.
In der Zeit des Nationalsozialismus war Deubel Leiter der Reichsanstalt für Bodenuntersuchungen. Am 5. Juli 1937 beantragte er die Aufnahme in die NSDAP und wurde rückwirkend zum 1. Mai desselben Jahres aufgenommen (Mitgliedsnummer 5.240.635).
Als Direktor der Thüringischen Geologischen Untersuchung (ab 1934) hatte er 1937 Standortvorschläge für das dann am Ettersberg errichtete KZ eingereicht und zunächst Magdala westlich von Jena priorisiert. 
Deubel erhielt 1949 den Lehrstuhl für Geologie Universität Jena, später der Humboldt-Universität in Ost-Berlin und 1954 erneut in Jena. Er war Mitglied der Sächsischen Akademie der Wissenschaften sowie der Akademie der Wissenschaften der DDR. 1952 wurde ihm für seine Verdienste um die Neuerschließung von Erzvorkommen und bei der Erforschung der Geologie Thüringens der Nationalpreis der DDR III. Klasse verliehen.
Zu seinen Arbeitsgebieten zählten Tektonik und regionale Geologie (v. a. von Thüringen), die Hydrogeologie und die Lagerstättenkunde. Er war auch Akademiemitglied und leitete als solches in den 1960ern einige Jahre das Geotektonische Institut.